# Steve Bould
Stephen Andrew "Steve" Bould (født 16. november 1962 i Stoke-on-Trent, England) er en tidligere engelskfodboldspiller, der er bedst kendt for sit 12 år lange ophold hos Arsenal F.C. i den bedste engelske liga. Han optrådte desuden to gange for det engelske landshold.

## Klubkarriere
Bould startede sin seniorkarriere i 1980 i Stoke City i sin fødeby, hvor han også havde spillet som ungdomsspiller. Kun afbrudt af et kort lejeophold hos Torquay United spillede Bould i klubben frem til 1988, hvor han skiftede til storklubben Arsenal F.C..
I de følgende 12 sæsoner var Bould i Arsenal en del af klubbens forsvar, og var med til at vinde adskillige titler med London-klubben, heriblandt tre engelske mesterskaber, to FA Cup-titler, en Liga Cup-titel og Pokalvindernes Europa Cup i 1994.
Efter i slutningen af 90'erne at have mistet sin plads i klubbens midterforsvar til den yngre Martin Keown forlod Bould i 1999 Arsenal og skiftede til Sunderland A.F.C. Her var han dog kun tilknyttet en enkelt sæson, inden han i år 2000 indstillede sin karriere.

## Landshold
På trods af at Bould i en årrække var en bærende kraft hos et Arsenal-hold der vandt engelske mesterskaber, opnåede han kun to kampe for Englands landshold. Det meget lave antal landskampe skyldes sandsynligvis først og fremmest de mange skader, som Bould måtte trækkes med gennem hele karrieren. Begge hans landskampe faldt i 1994.

## Titler
Premier League
- 1989, 1991 og 1998 med Arsenal F.C.

FA Cup
- 1993 og 1998 med Arsenal F.C.

Liga Cup
- 1993 med Arsenal F.C.

Pokalvindernes Europa Cup
- 1994 med Arsenal F.C.